# Erika Halvorsen
Erika Halvorsen (Río Gallegos, Santa Cruz; 20 de octubre de 1980) es una escritora, dramaturga, guionista, y directora de teatro argentina.
Es autora de más de una docena de obras de teatro como Hija de Dios, Happy Hour, La persuasión, Ser ellas y Bisnietas, entre otras. Escribió la serie multiplataforma Amanda O en 2008. Fue autora junto a Gonzalo Demaría de Amar después de amar, serie que fue adaptada en México, Grecia, España, Portugal y Medio Oriente, y fue cocreadora junto a Daniel Burman de Pequeña Victoria, una serie coproducida por MediaPro y Viacom.
Publicó tres novelas: El hilo rojo, Desearás y WhatsUp Mamis. Las dos primeras fueron adaptadas al cine: El hilo rojo fue estrenada en 2016 y Desearás al hombre de tu hermana en 2017.

## Televisión

### Amar después de amar
Tras diez años de trayectoria como guionista de TV, encabezó junto a Gonzalo Demaría el equipo autoral de la telenovela argentina Amar después de amar, estrenada en el verano de 2017. La serie estuvo protagonizada por Mariano Martínez, Eleonora Wexler, Isabel Macedo y Federico Amador. Consta de una temporada de 70 capítulos. El episodio final alcanzó una audiencia de 14,4 puntos en su emisión de Telefe de Argentina. Esta serie le dio el premio Argentores de televisión en 2017.
La serie fue adaptada en varios países europeos. En España bajo el nombre de El nudo, en Portugal como Segredos que matam y en Grecia. Fue trasmitida a diferentes mercados alrededor del mundo como Vietnam, Israel, Honduras, Chile, Bolivia, Polonia, Uruguay y otros.

### Morir de amor
En 2018 se estrena Morir de amor, serie de ficción de 12 capítulos, de género policial. La idea original fue de Halvorsen y Demaría, siendo guionistas de esta obra los hermanos Sebastián Rotstein y Federico Rotstein. La serie no alcanzó los niveles de audiencia estimados, pese a la popularidad de su actriz protagónica, Griselda Siciliani, que recientemente había protagonizado los éxitos televisivos Educando a Nina y Viuda e hijos del rock and roll y el prestigio de su directora, Anahí Berneri, que meses antes había obtenido el premio a Mejor Dirección en el Festival de San Sebastián.
Al emitirse el primer capítulo, por Telefe de Argentina, la serie tuvo una audiencia promedio de 10,6 puntos, ubicándose en el tercer puesto del día en la televisión de aire de ese país. A partir del segundo capítulo, los niveles de audiencia de la serie se desplomaron, manteniéndose la caída a lo largo de la temporada, que se emitía semanalmente. La serie llegó a tener alrededor de 4 puntos de rating en el prime time de Telefe, la señal líder de la televisión argentina en 2018

## Cine

### El hilo rojo
En 2016 se estrena El hilo rojo, largometraje de género romántico dirigido por Daniela Goggi. El guion fue escrito por Alejandro Montiel, la propia Goggi y Mili Roque Pitt, basándose parcialmente en un guion original de Halvorsen, La película contó con las actuaciones protagónicas de María Eugenia Suárez y Benjamín Vicuña. Tuvo una taquilla total de 715.265 espectadores, alcanzando el puesto 18 en el ranking de taquilla argentina de ese año. Un año antes, Goggi y Suárez habían trabajado juntas en Abzurdah, también un éxito de taquilla. En paralelo al estreno de El hilo rojo, Halvorsen convirtió su guion original en una novela, que publicó con el mismo nombre.

Sobre la película, Halvorsen se diferenció del proyecto:
"Yo no tuve nada que ver con esa película. Nunca vi a los actores ni conocí a la directora. La película no me gustó, no tiene nada que ver conmigo. En los créditos dice que fue a partir de un guion original de mi persona, pero nada más. A mí la película no me interpeló ni me identificó. Siempre me gusta lo que hacen los directores con las cosas que escribo, porque me vinculo con el director y estoy en los ensayos. Pero con 'El hilo rojo' no tuve nada que ver."

### Desearás al hombre de tu hermana
Largometraje de ficción de géneros melodrama y comedia, dirigido por Diego Kaplan y escrito por Halvorsen, adaptación de una novela también escrita por la guionista. La película fue protagonizada por la modelo y presentadora de TV Carolina 'Pampita' Ardohain, en su debut cinematográfico, y Mónica Antonópulos. Se estrenó en 2017 y alcanzó una taquilla total de 78.416 espectadores, ubicándose en el puesto 86 del ranking de taquilla argentina de ese año.
Mientras que en el diario Clarín, Gaspar Zimerman la calificó como "regular", Diego Battle, en el diario La Nación la calificó como "buena" y argumentó: "Quienes busquen un cine sutil y profundo será mejor que se alejen de esta historia de tentaciones y engaños cruzados. Quienes, en cambio, se animen a los excesos e incluso al ridículo pueden tener aquí su película sorpresa". Según Vanesa Fognani, la película fue criticada por aquellos buscaban una película erótica de su actriz, Pampita, pero se encontraron con una película feminista que puso la narración del placer en la voz de una mujer.

Erika Halvorsen publicó un artículo sobre su película en el cual expone sus intenciones y logros como guionista con esa obra:
"Bertolt Brecht, el dramaturgo alemán, decía que escribía sus obras imaginando a Marx sentado en la tercera fila. Cuando comencé a escribir el guion para la película Desearás al hombre de tu hermana imaginé a mi propio Marx, pero mi espectador ideal tenía el rostro de una adolescente llena de miedos y de curiosidad. Imaginé filas repletas de adolescentes recordando sensaciones físicas casi olvidadas. También soñé con mujeres adultas y experimentadas que adormecieron su deseo y su instinto sexual reservando sus cuerpos para el exclusivo placer de sus maridos. Nos pensé a todas juntas invocando un momento tribal tan glorioso como olvidado: el sagrado y azaroso descubrimiento del propio clítoris. Quienes trabajamos en Desearás nos propusimos abordar el erotismo como espacio político. El brillante y audaz Diego Kaplan propuso contar una historia en los años 70´s y fue así que elegimos el hito de la pastilla anticonceptiva como anclaje histórico para la adolescencia de nuestras protagonistas. Pensamos en espectadoras mujeres, a ellas les queríamos hablar, a ellas queríamos excitar. La obra desmonta el arquetipo de la bella durmiente que espera ser despertada por un príncipe azul para convertirse en una mujer que sabe cómo llegar al éxtasis."

## Teatro
Halvorsen ha guionado decenas de obras de teatro. Las más reconocidas fueron Bisnietas, herederas del viento, ganadora del FesTeSa 2018, Ser ellas, obra donde la autora imagina un encuentro ficticio entre Eva Perón, Frida Kahlo y Simone de Beauvoir, interpretadas por las actrices Ana Celentano, Julieta Cayetina y Anabel Cherubito, y Mátame de nuevo, muy bien recibida por la crítica. Fue guionista de la obra Hija de Dios, la cual fue protagonizada por Dalma Maradona.
Creó el unipersonal Me doy el gusto, actuado por Adriana Barraza, el cual fue presentado en México y luego tuvo su gira por distintas ciudades de Estados Unidos, entre ellas Miami, Nueva York y Los Ángeles.